# Damoh
Damoh è una suddivisione dell'India, classificata come municipality, di 112.160 abitanti, capoluogo del distretto di Damoh, nello stato federato del Madhya Pradesh. In base al numero di abitanti la città rientra nella classe I (da 100.000 persone in su).

## Geografia fisica
La città è situata a 21° 52' 60 N e 80° 46' 60 E e ha un'altitudine di 594 m s.l.m.

## Società

### Evoluzione demografica
Al censimento del 2001 la popolazione di Damoh assommava a 112.160 persone, delle quali 58.898 maschi e 53.262 femmine. I bambini di età inferiore o uguale ai sei anni assommavano a 15.320, dei quali 7.955 maschi e 7.365 femmine. Infine, coloro che erano in grado di saper almeno leggere e scrivere erano 81.355, dei quali 46.394 maschi e 34.961 femmine.